# Reuberg
Der Reuberg ist ein bis 328,2 m ü. NN hoher Höhenzug des Niedersächsischen Berglands in den Landkreisen Holzminden und Hildesheim in Niedersachsen (Deutschland). 

## Geographische Lage
Der Reuberg liegt im Westteil des Leineberglands, einem nördlichen Teil des Niedersächsischen Berglands. Er erstreckt sich auf etwa 3,5 km Länge im Dreieck der Ortschaften Alfeld, Delligsen und Duingen. Er liegt zwischen Brunkensen im Norden, Warzen im Osten, Gerzen im Südosten, Grünenplan etwas entfernt im Ostsüdosten, Hohenbüchen im Westen und dem etwas entfernten Coppengrave im Nordwesten. 
Nordwestlich vom Reuberg erstreckt sich der Duinger Berg, nördlich der Külf, östlich die Sieben Berge, südöstlich der Steinberg, südwestlich der Höhenzug Hils und etwa westlich der Ith, der teils zum Naturpark Weserbergland Schaumburg-Hameln zählt. Das Tal der Glene, ein südwestlicher Zufluss der Leine, leitet zum Duinger Berg über. 

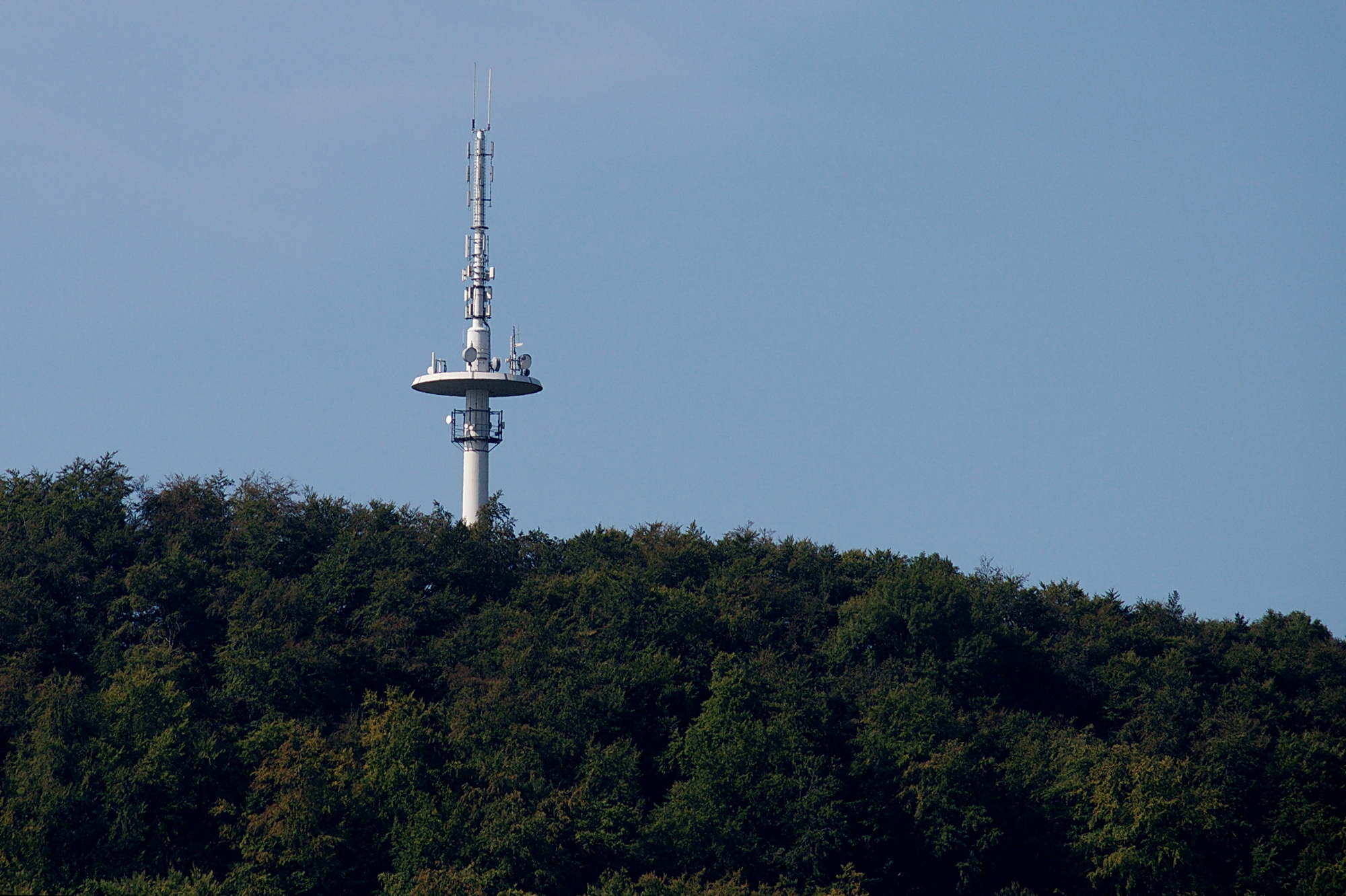
Fernmeldeturm Gerzen

Auf der Hauptkuppe des Reubergs (328,2 m ü. NN) steht der Fernmeldeturm Gerzen ⊙ der Deutschen Telekom. An der nordwestlichen Abdachung des Höhenzugs befinden sich die Lippoldshöhle und das Kulturdenkmal Gleneburg. Etwas östlich führt die B 3 am Reuberg vorbei.

## Geologie und Landschaftsbild
Der Reuberg ist eine Auffaltung aus Thüster Kalkstein. An seinen teils steil abfallenden Flanken befinden sich, meist im Wald versteckt, Kalksteinklippen, wie jene im Südosten an der Hauptkuppe. 
Der Reuberg ist dicht insbesondere von Laubwald bestanden. 

## Wandern
Mehrere Waldwege und Pfade führen über den Reuberg, unter anderem kann man auf einem Wanderweg über den Kamm des Höhenzugs vom Tal der Glene nach Warzen laufen. Südöstlich führt im Übergangsbereich zum Steinberg zwischen Grünenplan und Gerzen der Europäische Fernwanderweg E11 vorbei. 